# In-N-Out Burger
In-N-Out Burgers er en kæde af fastfoodrestauranter i sydvestlige USA.